# Adolphe Focillon
Adolphe Jean Focillon (né le 11 octobre 1823 à Paris et mort le 19 septembre 1890 à Clamart), est un naturaliste français qui assista Frédéric Le Play dans ses travaux de statistiques sociales, et dont il paracheva l’« Instruction sur l'observation des faits sociaux » (1887). Élève au lycée Louis-le-Grand, il fut lauréat du concours général en version grecque (1841), devint professeur de sciences naturelles de Louis-le-Grand et rédigea plusieurs manuels pour l'enseignement secondaire, publiés chez Delagrave. Il anima la Société d’Économie Sociale de 1887 à sa mort.